# Горожаєва Раїса Федорівна
Раїса Федорівна Горожаєва (1928—2011) — бригадир кукурудзної ланки радгоспу «Золотарьовський» у Ростовській області, Герой Соціалістичної Праці (7.12.1973). Член Центральної Ревізійної комісії КПРС у 1976—1981 роках.

## Біографія
Народилася 20 листопада 1928 року на хуторі Золотарьовка Семикаракорського району Донського округу Північно-Кавказького краю (нині Семикаракорського району Ростовської області). До початку війни закінчила тільки шість класів сільської школи.
У 1945—1952 роках — колгоспниця колгоспу «Ленинский путь» Ростовської області. Закінчила з відзнакою курси трактористів. У 1952—1956 роках — трактористка машинно-тракторної станції (МТС) Ростовської області. Працювала трактористом в рільничій бригаді Івана Васюкова — колишнього фронтовика і орденоносця, також Героя Соціалістичної Праці, який став для неї головним учителем і наставником у житті. 
З 1957 року працювала робітницею, ланковою, помічником бригадира тракторної бригади, а з 1968 року — ланковою (бригадиром) механізованої кукурудзної ланки радгоспу «Золотарьовський» Семикаракорського району Ростовської області. Її ланка — триразовий володар призу «Золотий качан», що вручався кращим ланкам кукурудзівників області.
У 1972 році закінчила 8 класів вечірньої школи. Протягом ряду років була керівником обласної школи передового досвіду з вирощування високих урожаїв кукурудзи, створеної на базі її ланки в радгоспі «Золотарьовський».
Член КПРС з 1960 року, делегат XXV з'їзду КПРС. Член Центральної ревізійної комісії КПРС (1976—1981).
Пенсіонер з 1990 року. Проживала в Семикаракорську. Померла в 2011 році, похована на кладовищі хутора Золотарьовка Семикаракорського району Ростовської області.

## Нагороди та звання
- Герой Соціалістичної Праці (Указ Президії Верховної Ради СРСР від 7.12.1973).
- Три ордена Леніна (1966, за одержання високих урожаїв кукурудзи; 1971; 1973).
- Орден Жовтневої Революції (1976).
- Медаль «За доблесну працю у Великій Вітчизняній війні 1941—1945 рр.» (6 червня 1945 року).
- Державна премія СРСР (1977).
- «Почесний працівник агропромислового комплексу Ростовській області» (2006).[3]

## Пам'ять
- 12 вересня 1983 року на польовому стані ланки Горожаєвої ївідкрита меморіальна дошка на честь 25-річчя колективу ланки.
- У рідному хуторі її ім'ям названа вулиця.